# Bob Barrett
Pour les articles homonymes, voir Robert Barrett et Barrett.
Bob Barrett, né le 25 juin 1925 à Rogers City dans le Michigan, est un journaliste et un écrivain américain de roman policier et western.

## Biographie
Il débute comme professeur, enseignant l’anglais et le journalisme dans un établissement de Bad Axe dans le Michigan. Il devient rédacteur pour le Huron News, devenu depuis le Huron Daily Tribune (en), avant d’être, à partir de 1965, chef de service pour l’éditeur Fairchild à Milwaukee, puis de 1970 à 1972, à Boston. Il s’établit ensuite à Safford où il devient commerçant et entreprend une carrière d’écrivain. Deux de ses romans, des westerns de facture classique, sont publiés au sein de la collection Super noire en 1978 et 1979.

## Œuvres

### Romans
- Delay’s at Parson’s Flat (1976) Publié en français sous le titre L’ingénu chez les cow-boys, traduction de Michel Deutsch, Paris, Gallimard, Super noire no 90, 1978.
- Penbrook Versus the West (1977) Publié en français sous le titre Prends garde aux cactus !, traduction de Madeleine Charvet, Paris, Gallimard, Super noire no 119, 1979.

## Sources
- Les Auteurs de la Série Noire, 1945-1995, collection Temps noir, Joseph K., 1996, (avec Claude Mesplède), p. 38.